# فهرست میراث جهانی در آمریکا بر پایه کشور
این یک فهرست از مکان‌های میراث جهانی یونسکو در آمریکا است.
- (ف)، میراث فرهنگی
- (ط)، میراث طبیعی
- (ت)، میراث ترکیبی
- (خ)، میراث در خطر
- اعداد داخل پرانتز بیانگر تعداد میراث ثبت شده در آن کشوراست.

## مکان‌ها بر پایه کشور

### آرژانتین (۸)
1. کوئوا دی لاس مانوس (غار دست‌ها)، (ف).
2. پارک ملی ایگوآزو (مشترک با برزیل)، (ط).
3. پارک ایالتی ایشیگوالاستو و پارک ملی تالامپایا، (ط).
4. ساختمان یسوعی و مزرعه گاوداری کوردوبا، (ف).
5. پارک ملی لاس گلاسیارس (یخ رود)، (ط).
6. شبه جزیره والدز، (ط).
7. شیاره هوماهواکا، (ط).

### ایالات متحده آمریکا(۲۱)
1. تپه‌های کاهوکیا - ایلینوی
2. پارک ملی غارهای کارلزباد - نیومکزیکو
3. پارک تاریخی ملی فرهنگی چاکو - نیومکزیکو
4. پارک ملی اورگلیدز - فلوریدا
5. پارک ملی گرند کنیون - آریزونا
6. پارک ملی کوه‌های بزرگ اسموکی - تنسی
7. پارک ملی آتشفشانهای هاوایی - هاوایی
8. تالار استقلال - پنسیلوانیا
9. ناحیه حفاظت شده پارک ملی کلوانه/پارک ملی رنگل/ناحیه حفاظت شده پارک ملی خلیج گلیشر/پارک تاتشنشینی - آلاسکا
10. پارک ملی غار ماموت - کنتاکی
11. پارک ملی میزا ورده - کلرادو
12. مانتیسلو و دانشگاه ویرجینیا - ویرجینیا
13. پارک ملی المپیک - واشینگتن
14. پارک ملی ردوود - کالیفرنیا
15. تائوس پوئبلو - نیومکزیکو
16. تندیس آزادی - نیویورک
17. پارک صلح ملی واترتون-پارک ملی گلیشر - مونتانا
18. پارک ملی یلوستون - وایومینگ
19. پارک ملی یوسیمیتی - کالیفرنیا
20. یادبود ملی خرابه‌های آزتک - نیومکزیکو

### اکوادور (۴)
1. کوئیتو
2. گالاپاگوس

### باربادوس (۱)
1. بریج‌تاون و

### بولیوی (۶)
1. تیاهواناکو

### برزیل (۱۸)
1. برازیلیا
2. فرناندو دی نوروها
3. پارک ملی ایگوئاچو
4. جنگل آتلانتیک
5. پارک ملی سرا دا کاپیوارا
6. کونگونهاس

### پاناما (۵)
1. پاناماسیتی

### پرو (۱۱)
1. ماچو پیچو
2. خطوط نازکا

### سورینام (۲)
1. پاراماریبو

### گواتمالا(۳)
1. تیکال

### مکزیک (۲۱)
1. مکزیکو سیتی
2. خلیج کالیفرنیا
3. چیچن ایتزا
4. شوچیکالکو
5. تئوتیهواکان

### هندوراس (۲)
1. مکان قوم مایا در کوپان

## سرچشمه ها
- «وب سایت رسمی یونسکو». دریافت‌شده در ۲۸-۰۷-۲۰۱۱. تاریخ وارد شده در |تاریخ بازدید= را بررسی کنید (کمک)